# Fünfzehn Zimmer
Fünfzehn Zimmer ist ein deutscher Dokumentarfilm von Silke Schissler aus dem Jahr 2016. Die Logline bezeichnet ihn als einen „Film über das Leben an einem Ort des Sterbens“.

## Inhalt
Hauswirtschaftliche Routine im Hospiz: Jeden Tag reinigt Slobodanka Müller die fünfzehn Zimmer. Die Bewohner laden sie auf eine Zigarette ein, sie reden oder schweigen miteinander. Das Pflegeteam bespricht während der Übergaben die Situation der einzelnen Bewohner und Organisatorisches. Im Hintergrund eines Kaffeekränzchens wird ein Sarg vorbeigeschoben.
Der Dokumentarfilm konzentriert sich auf alltägliche Momente und Zwischenmenschliches, auf die Zeit weit nach dem Erhalt von Diagnosen, die ein baldiges Lebensende erwarten lassen. Der nahe Tod findet in den Gesprächen der Bewohner aber kaum Erwähnung.

## Produktion und Veröffentlichung
Mit Fünfzehn Zimmer legte Silke Schissler an der Filmarche in Berlin ihren Abschlussfilm für das Studium der Dokumentarfilmregie vor. Sie wählte den beobachtenden Ansatz anstelle eines informativ-sachlichen Stils, um „ein Eintauchen ins Sujet [zu] ermöglichen, indem Situationen und Beziehungen direkt erfahren werden können.“
Am 1. November 2016 wurde der Film im Deutschen Wettbewerb auf dem DOK Leipzig uraufgeführt. Er lief auf der Duisburger Filmwoche, dem Festival Achtung Berlin, dem Festival Wendland Shorts, dem Open Air Filmfest Weiterstadt, der Nonfiktionale und war zum Deutschen Menschenrechts-Filmpreis nominiert.
Stefanie Diekmann von der Filmzeitschrift Cargo bezeichnete Fünfzehn Zimmer als „eine[n] der klügsten Beiträge, die DOK Leipzig in diesem Jahr im Programm hat.“ Matthias Heeder nennt den Film „ungemein genau fotografiert und mit feinem Gespür für kleine Zwischenräume und -töne“, Yvette Löcker von der Duisburger Filmwoche meint, im Film entstehe der Eindruck von behutsamer Distanz und Beobachtung, da die Gänge mit einem Teleobjektiv und die Gespräche auf den Patientenzimmern oft im Gegenlicht gefilmt sind. Auch der Schnitt zeige sich zurückhaltend.